# Chiesa di San Benedetto (Corniglio)
La chiesa di San Benedetto è un luogo di culto cattolico dalle forme neoclassiche, situato in via Don Benedetto Pizzati 29 a Marra, frazione di Corniglio, in provincia e diocesi di Parma; è sede di una parrocchia compresa nella zona pastorale della Montagna.

## Storia
Il luogo di culto fu originariamente edificato in epoca medievale; la più antica testimonianza della sua esistenza risale al 1230, quando la capelle de Marra fu citata nel Capitulum seu Rotulus Decimarum della diocesi di Parma, tra le dipendenze della pieve di Corniglio.
Verso il 1546 l'antico tempio fu eretto a sede parrocchiale autonoma.
Tra il 1816 e il 1819 la chiesa, precedentemente affiancata da una sola cappella sulla sinistra, fu dotata di una nuova cappella sul lato opposto.
Nel 1920, a causa di intense e prolungate piogge, l'abitato di Marra fu interessato da movimenti franosi, che coinvolsero e danneggiarono, oltre all'acquedotto, anche l'antico luogo di culto. Ulteriori problemi di staticità furono provocati da alcuni lavori di ampliamento eseguiti tra il 1933 e il 1934, con la costruzione di una nuova cappella e di un ambiente di servizio sulla destra dell'edificio; contestualmente a tali interventi, fu anche realizzata una nuova pavimentazione degli interni.
Tra il 1960 e il 1970 il luogo di culto fu sottoposto a lavori di rifacimento delle coperture.
Nel 2010 la chiesa fu interessata da interventi di consolidamento strutturale.

## Descrizione

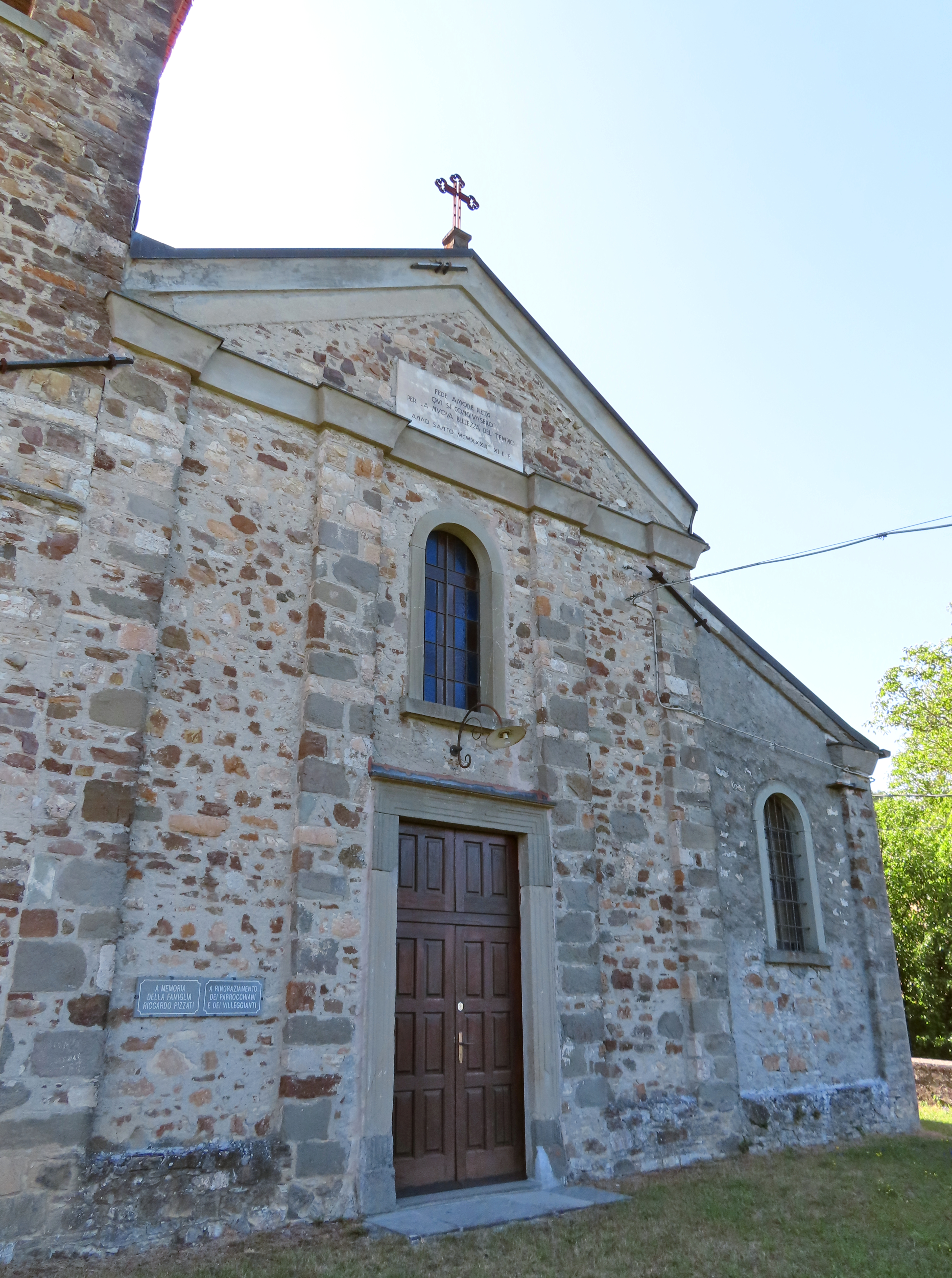
Facciata

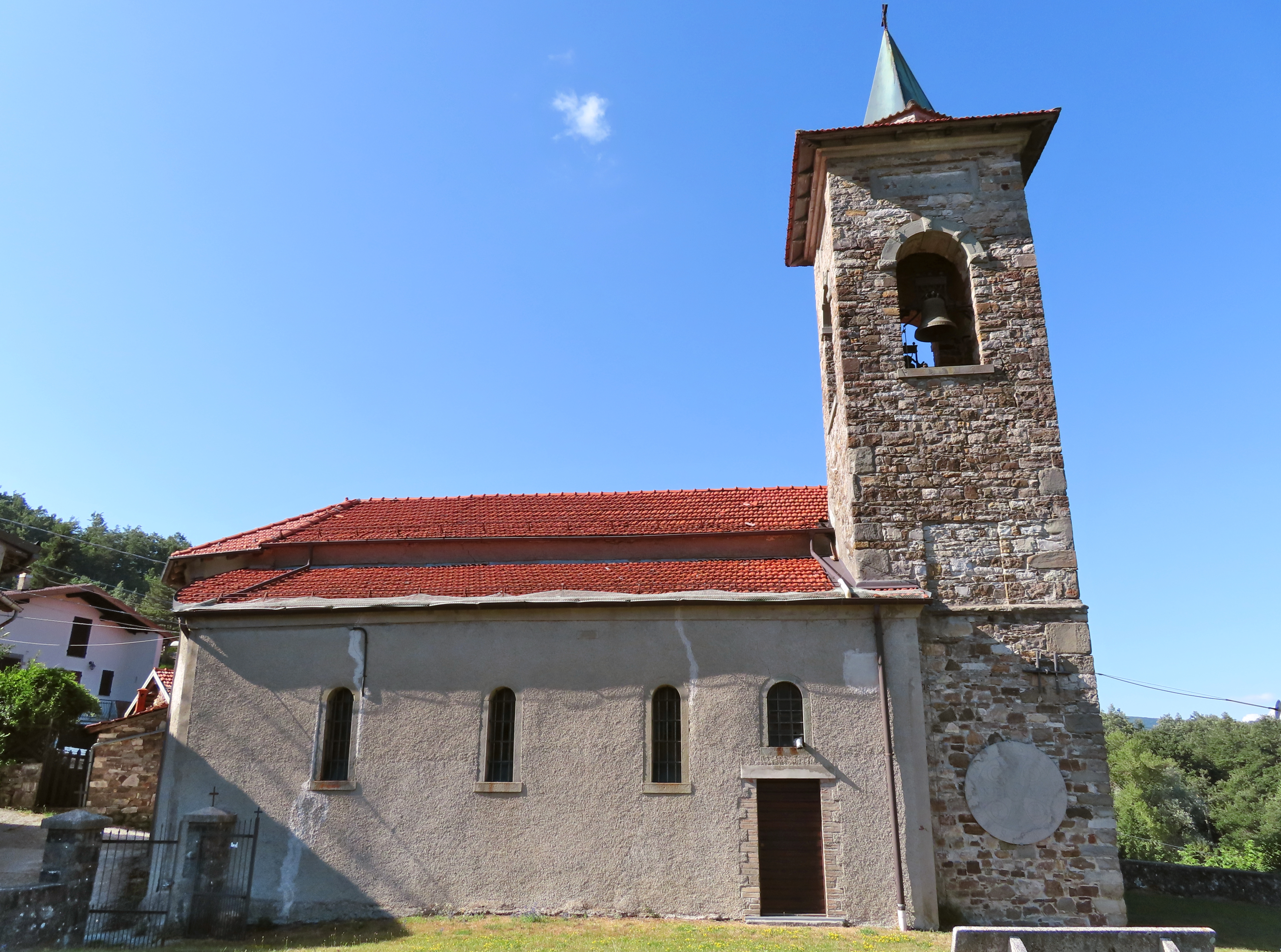
Lato sud

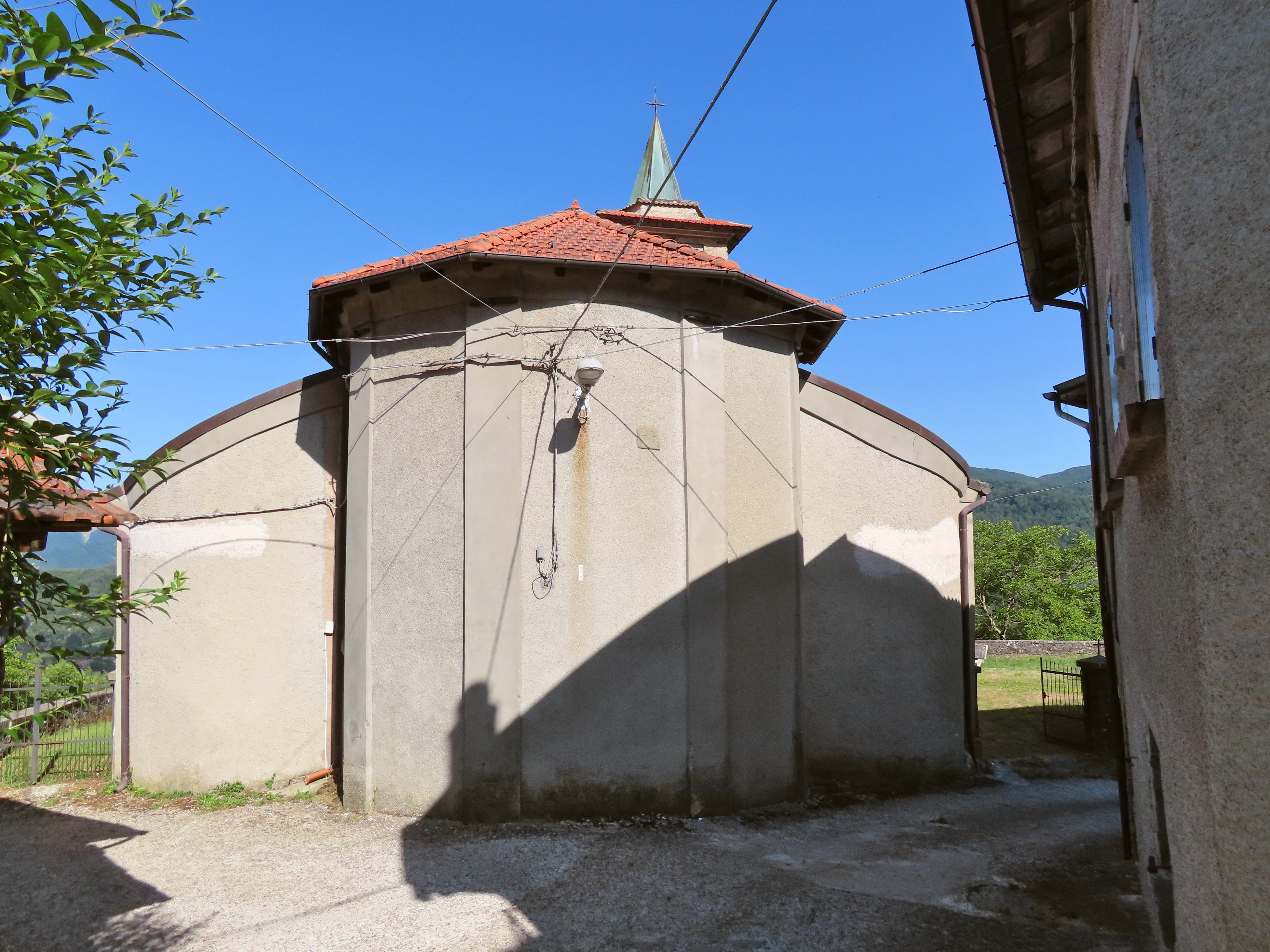
Abside

La chiesa si sviluppa su un impianto a navata unica affiancata da due cappelle per lato, con ingresso a est e presbiterio absidato a ovest.
La facciata, interamente rivestita in conci irregolari di pietra, è suddivisa verticalmente da quattro lesene a sostegno del frontone triangolare di coronamento, con cornice modanata; al centro è collocato l'ampio portale d'ingresso principale, delimitato da una cornice in pietra e sormontato da una finestra ad arco a tutto sesto; sulla destra si allunga il più basso volume della cappella laterale, illuminata da una monofora a tutto sesto, mentre sulla sinistra si eleva, in continuità col prospetto anteriore, il campanile, con cella campanaria affacciata sulle quattro fronti attraverso grandi aperture a tutto sesto.
I fianchi, intonacati, sono caratterizzati dalla presenza di una serie di monofore a tutto sesto; sul lato sinistro è collocato il portale d'accesso secondario, architravato e coronato da una finestra ad arco. Sul retro si allunga l'abside poligonale, intonacata e priva di aperture.
All'interno la navata, coperta da un soffitto a capriate lignee dipinto con un motivo a cassettoni, è ornata lateralmente con un basamento in finto marmo e una fascia sommitale ad archetti pensili in stile neomedievale; le cappelle si affacciano sull'aula attraverso ampie arcate a tutto sesto, rette da colonne con capitelli dorici.
Il presbiterio, lievemente sopraelevato, è preceduto dall'arco trionfale, retto da paraste doriche; l'ambiente, coronato da una volta a botte lunettata, ospita nel mezzo l'altare maggiore a mensa in metallo, aggiunto intorno al 1980; sul fondo l'abside è sormontata da catino dipinto.